# Irene Cefaro
Irene Cefaro (Roma, 31 de agosto de 1935) es una actriz italiana de cine y teatro.

## Carrera
Nacida en Roma, en 1952 Cefaro ganó el concurso de belleza "Miss Roma" y casi de inmediato atrajo el interés de los productores de cine, haciendo su debut cinematográfico en Il maestro di Don Giovanni (1953). En pocos años obtuvo papeles destacados en películas bien valoradas por la crítica y dirigidas por Federico Fellini, Carlo Lizzani, Giuseppe De Santis, Luigi Comencini y Raffaello Matarazzo, entre otros. Se retiró prematuramente de la actuación a fines de la década de 1950 para dedicarse a su familia.

## Filmografía seleccionada
- Guai ai vinti (1954)
- Chronicle of Poor Lovers (1955)
- Bravissimo (1955)
- Destination Piovarolo (1955)
- Il Bidone (1955)
- The Wolves (1956)
- Husbands in the City (1957)
- L'amore più bello (1958)
- Le donne ci tengono assai (1959)